# كوردل كروكت
كوردل كروكت (بالإنجليزية: Cordell Crockett)‏ هو موسيقي أمريكي، ولد في 21 يناير 1965 في مقاطعة ألاميدا في الولايات المتحدة.